# マーク・トウェイン生家
マーク・トウェイン生家( Mark Twain Birthplace State Historic Site)、もしくはマーク・トウェイン生誕地州立史跡は、ミズーリ州フロリダにある公有地で、ミズーリ州天然資源局によって管理されており、作家サミュエル・ラングホーン・クレメンスが1835年に生まれた小屋が保存されている。2部屋しかない小屋は、保護区域内で保護されており、近代的な博物館の建物には、公共閲覧室、トウェインの初版数冊、1876 年の小説『トム・ソーヤーの冒険』の手書き原稿、コネチカット州の自宅マーク・トウェインハウスの調度品も展示されている。入場料は無料である。

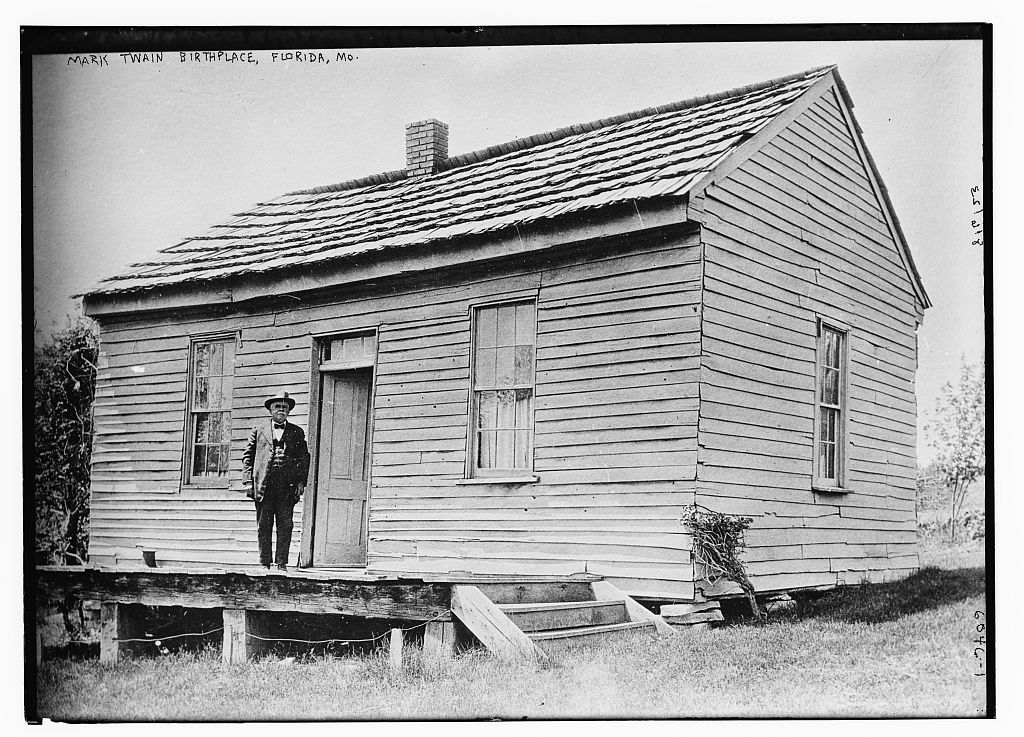
マーク・トウェインの生家

史跡はマーク・トウェイン州立公園に隣接している人造湖、マーク・トウェイン湖の西端の半島にある。この小屋は1969 年に国家歴史登録財に登録された。 後にマーク・トウェインのペンネーム で知られるサミュエル・クレメンスは、1835年11月30日にこの2部屋しかない家で生まれた。この家は借家で、両親のジェーン・ランプトン・クレメンス（1803年 - 1890年）とジョン・マーシャル・クレメンス（1798年–1847年）は、 1839年に一家でミズーリ州ハンニバルにある2階建ての下見板張りの家(two-story clapboard house)に移り住むまで、最初の4年間をここに住んでいた。